# Sphaeropthalma uro
Sphaeropthalma uro (лат.) — вид ос-немок из подсемейства Sphaeropthalminae.

## Распространение
Северная Америка: запад США (Аризона, Калифорния, Невада, Нью-Мексико, Юта).

## Описание
Осы-немки с бескрылыми самками (самцы крылатые). От близких видов отличаются широкими жвалами, беззубчатым ментумом; наличник сильно вдавленный, передний край которого скрыт под краями мандибул. Оцеллии крупные, их диаметр больше 0,6 оцеллярно-окулярного расстояния. Мандибулы с резким дорсальным валиком. Метасомальный покров белый. Грудь самок грушевидной формы. Коготки лапок без зубцов.
Предположительно как и другие виды рода паразитоиды куколок роющих ос Sphecidae.

## Классификация
Вид был впервые описан в 1879 году американским энтомологом Charles A. Blake под названием Agama uro по самцам, найденным в Техасе. Видовой статус подтверждён в ходе ревизии, проведённой в 2015 году американскими энтомологами Джеймсом Питтсом и Эмили Садлер (Department of Biology, Университет штата Юта, Логан, США). Включён в состав видовой группы S. uro species-group вместе с видами S. abdominalis (Blake, 1886), S. amphion (Fox, 1899) и S. contracta (Blake, 1879).